# فرودگاه بین‌المللی تونکنتین
فرودگاه بین‌المللی تونکنتین (به انگلیسی: Toncontín International Airport) (به زبان بومی: Aeropuerto Internacional Toncontín) یک فرودگاه نظامی و همگانی مسافربری با کد یاتا TGU است که یک باند فرود آسفالت دارد و طول باند آن ۲۰۲۱ متر است. این فرودگاه در شهر تگوسیگالپا کشور هندوراس قرار دارد و در ارتفاع ۱۰۰۵ متری از سطح دریا واقع شده است.

## شرکت‌های هواپیمایی و مقصدهای پروازی

### مسافری

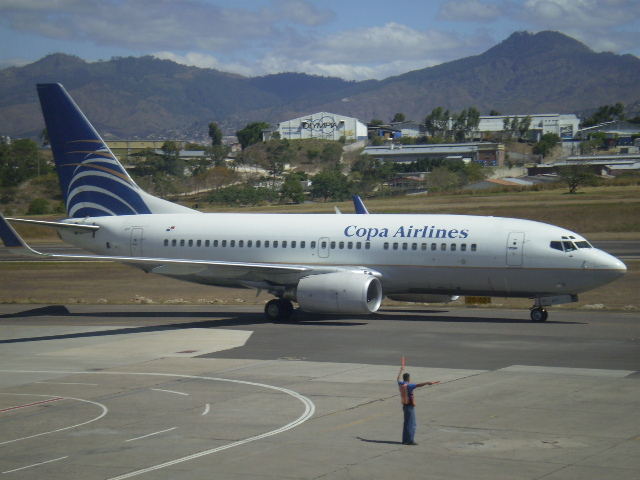
کوپا ایرلاینز بوئینگ ۷۳۷ نسل بعدی in Tegucigalpa

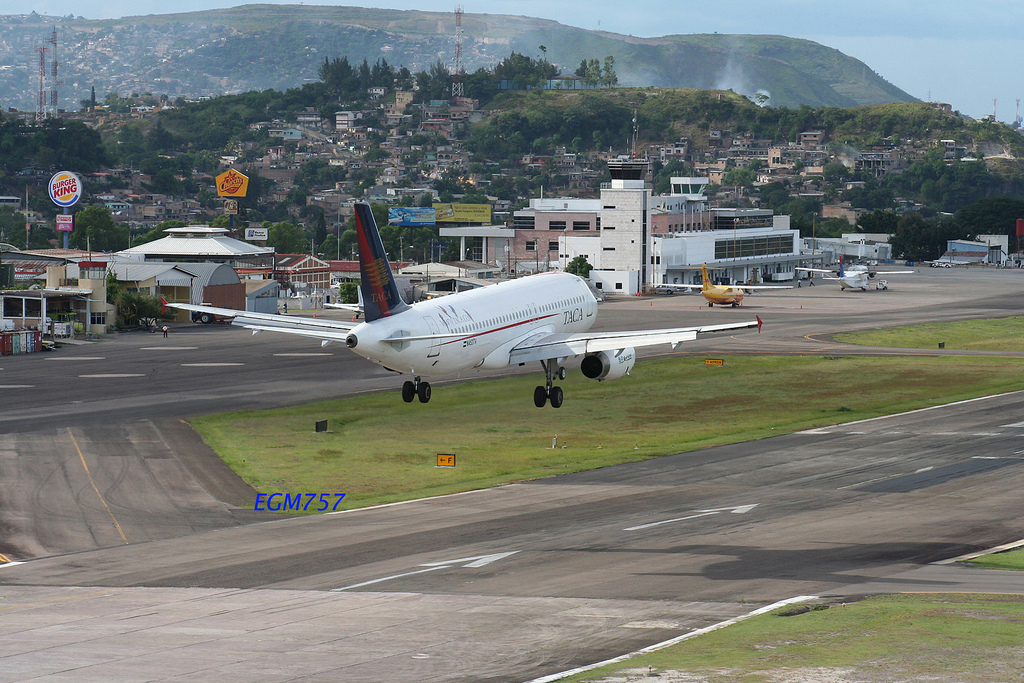
اویانکا السالوادور خانواده ایرباس ای۳۲۰ in Tegucigalpa

| شرکت‌های هواپیمایی                | مقصدهای پروازی                                            |
| -------------------------------- | --------------------------------------------------------- |
| ائرولاینس سوسا                   | لا آررا، گلسون، رامون ویلدا مورالس، خوآن مانوئل گالوس     |
| امریکن ایرلاینز                  | میامی                                                     |
| اویانکا السالوادور               | السالوادور                                                |
| اویاتکا                          | خوآن سانتاماریا، السالوادور                               |
| اویانکا هندوراس                  | لا آررا، رامون ویلدا مورالس                               |
| اویانکا نیکاراگوئه               | اوگوستو سزار ساندینو                                      |
| Aviatsa                          | چارتر: خوآن مانوئل گالوس                                  |
| BEDY EasySky اجرا توسط EasySky   | چارتر: هوانورا                                            |
| CM Airlines                      | لا آررا، خوآن مانوئل گالوس، رامون ویلدا مورالس، ایلوپانگو |
| کوپا ایرلاینز                    | توکومن، خوآن سانتاماریا                                   |
| دلتا ایرلاینز                    | هارتسفیلد-جکسون آتلانتا                                   |
| EasySky                          | کانکون، کینتانا رو، ال آی سی. آدولفو لوپز ماتئوس          |
| Transportes Aereos Guatemaltecos | لا آررا چارتر: ایلوپانگو                                  |
| یونایتد ایرلاینز                 | جرج بوش                                                   |

### باری
| شرکت‌های هواپیمایی  | مقصدهای پروازی |
| ------------------ | -------------- |
| دی‌اچ‌ال دو گواتمالا | لا آررا        |